# Усилитель постоянного тока
Усили́тель постоя́нного то́ка (УПТ) — усилитель электрических сигналов (обычно это электронный усилитель), диапазон усиливаемых частот которого включает нулевую частоту («постоянный» ток).
На верхнюю границу частотного диапазона усилителя никаких ограничений не накладывается, то есть она может находиться в области очень высоких частот. Таким образом, термин «УПТ» можно применять к любому усилителю, способному усиливать сигналы постоянного тока.

## Дрейф нуля УПТ
Особенностью многокаскадных УПТ, не использующих модулятор на входе и демодулятор на выходе (УПТ не относящиеся к типу М-ДМ или МДМ), является непосредственная связь между каскадами, — то есть между каскадами не включаются разделительные конденсаторы или трансформаторы, не пропускающие низкочастотные сигналы и, в частности, сигналы постоянного тока. Для таких УПТ характерен «дрейф нуля» — медленное систематическое или медленное хаотическое изменение выходного сигнала при неизменном входном сигнале.
Количественно дрейф нуля принято выражать приведённым ко входу усилителя, — то есть дрейфу выходного сигнала, делённому на коэффициент усиления усилителя. Часто указывается дрейф от влияющего фактора, — например, от температуры. В этом случае приведённый ко входу дрейф относят к единице измерения влияющего фактора, — в данном случае мкВ/К (температурный дрейф), мкВ/сутки (временной дрейф) и т. д.
Дрейф нуля принципиально неустраним в УПТ с непосредственными связями, — разными мерами его можно только уменьшить. Причины, вызывающие дрейф нуля, следующие:
- Изменения температуры (температурный дрейф) и влажности окружающей среды.
- Нестабильности источников питания.
- Физическое устаревание электронных компонентов, вызывающее изменение их электрических параметров.
- Собственные низкочастотные шумы усилителя.

Для снижения дрейфа нуля стремятся исключить влияние внешних факторов: 
- герметизацией, термостатированием;
- использование стабильного питания;
- применение искусственно состаренных компонентов и др.

Наиболее весомый вклад в дрейф обычно термические (т. е. температурный).
Основной вклад в дрейф нуля вносит входной каскад. Вклад последующих каскадов в дрейф нуля обычно мал. Для снижения дрейфа входного каскада часто применяют дифференциальные (балансные) входные каскады. Дифференциальное включение активных компонентов позволяет существенно снизить влияние температуры и иных влияющих на дрейф нуля факторов, так как при равенстве величины и знака изменения параметров активных компонентов в дифференциальной схеме уход параметров взаимно компенсируется, так как изменения влияют на выходной сигнал с разными знаками и, в идеале, равными по модулю величинами.
Температурный дрейф современных прецизионных УПТ с непосредственными связями (например у прецизионных операционных усилителей) порядка единиц — десятков мкВ/К.
Очень эффективный способ борьбы с дрейфом нуля — применение УПТ построенных по схеме «модулятор — усилитель переменного сигнала — демодулятор», сокращённо называемых УПТ типа МДМ или М-ДМ.

## УПТ типа модулятор — демодулятор
Усиление сигнала в таких УПТ производится с помощью усилителя переменного сигнала, для которого дрейф нуля физически нехарактерен. Для преобразования входного сигнала постоянного тока (напряжения) в переменный на входе усилителя переменного сигнала устанавливается модулятор — устройство с помощью ключей, коммутируемых с частотой много большей максимальной частоты в спектре усиливаемого сигнала, преобразующее входной постоянный сигнал в относительно высокочастотный выходной сигнал. При этом амплитуда выходного переменного сигнала прямо пропорциональна входному постоянному сигналу. Простейший модулятор — ключ, периодически отключающий источник сигнала от входа усилителя переменного сигнала. При замкнутом состоянии ключа на вход усилителя переменного сигнала подаётся входной сигнал постоянного тока, при разомкнутом состоянии ключа входной сигнал отсутствует (т. е. нулевой). Ключ или ключи модулятора управляются вспомогательным генератором.
Переменный сигнал от модулятора усиливается усилителем переменного сигнала до требуемого уровня. Амплитуда сигнала на выходе усилителя переменного сигнала (выходного сигнала) прямо пропорциональна амплитуде входного сигналу. Выходной переменный сигнал преобразуется снова в постоянный выходной сигнал демодулятором. В качестве демодулятора применяют какой-либо выпрямитель переменного сигнала (например, диодный мост). Но часто выпрямитель выполняется в виде синхронного детектора — ключа или нескольких ключей, коммутируемых синхронно с ключом модулятора и управляемых тем же генератором. Простейший синхронный детектор — ключ между выходом усилителя и нагрузкой, который замкнут при, например, каждой положительной полуволне переменного выходного сигнала и разомкнут в остальное время.
В качестве ключей в УПТ с МДМ (МДМ-УПТ)ранее использовались электромеханические ключи — обычные контактные пары как, например, вибропреобразователи. Сейчас электромеханические ключи практически полностью вытеснены бесконтактными полупроводниковыми ключами, — обычно полевыми транзисторами.
В МДМ-УПТ основной вклад в дрейф вносит модулятор. Вклад остальных подсистем невелик. Например, в электромеханических модуляторах дрейф составляет единицы мкВ, тогда как в бесконтактных модуляторах — доли мкВ.

## Терминология
В подавляющем большинстве случаев УПТ является усилителем не тока (как следует из названия), а напряжения. Неоднозначность названия обусловлена тем, что термин «ток» часто употребляется для описания любых электрических сигналов вообще.